# 4762 Dobrynya
4762 Dobrynya este un asteroid din centura principală, descoperit pe 16 septembrie 1982 de Liudmila Cernîh.